# Przy Włochaniu
Przy Włochaniu – część wsi Chełmica Mała w Polsce, położona w województwie kujawsko-pomorskim, w powiecie włocławskim, w gminie Fabianki.
W latach 1975–1998 Przy Włochaniu administracyjnie należało do województwa włocławskiego.